# Handbuch der Architektur

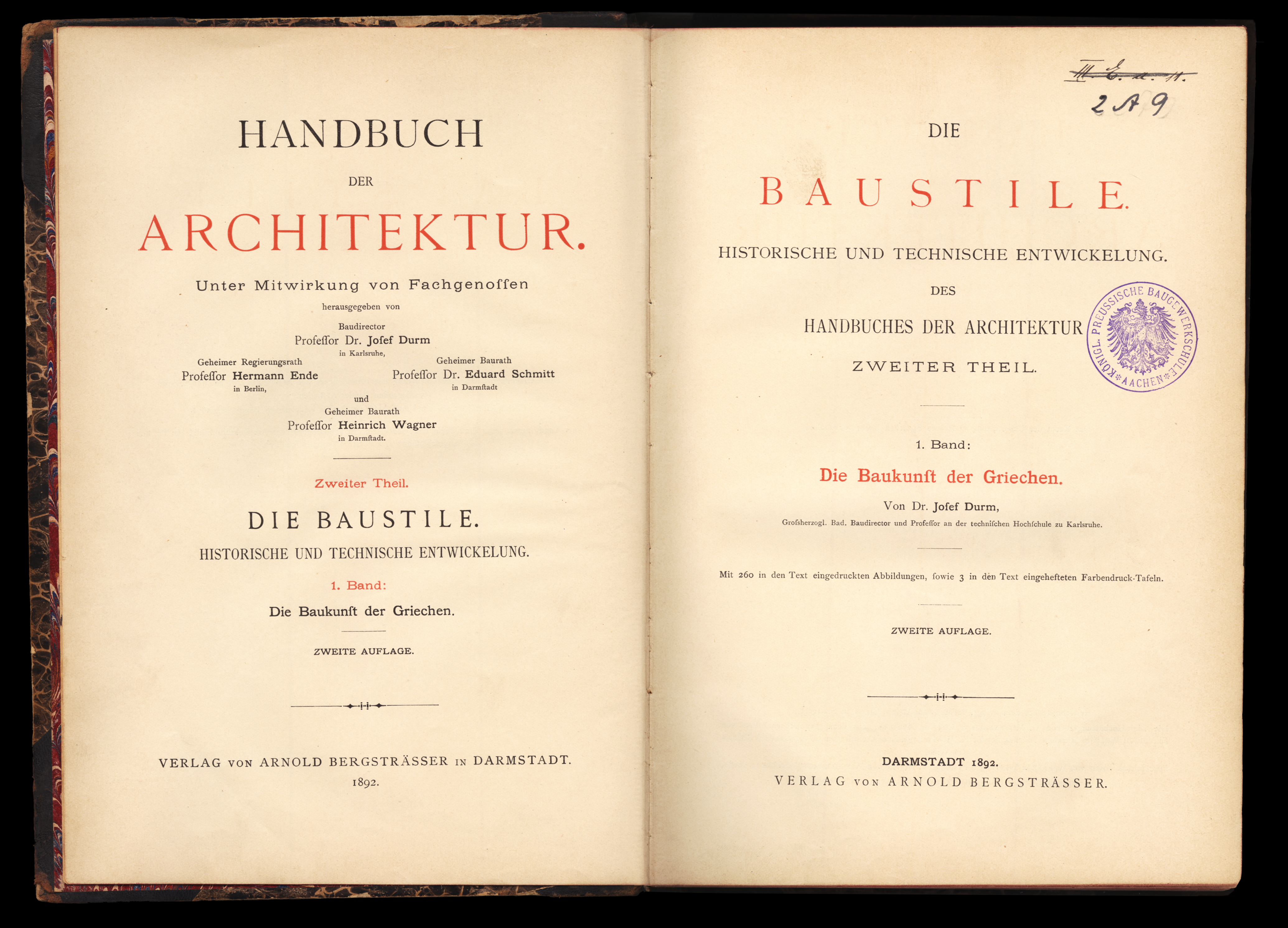
Frontispiz und Titelblatt aus einem Werk der Reihe.

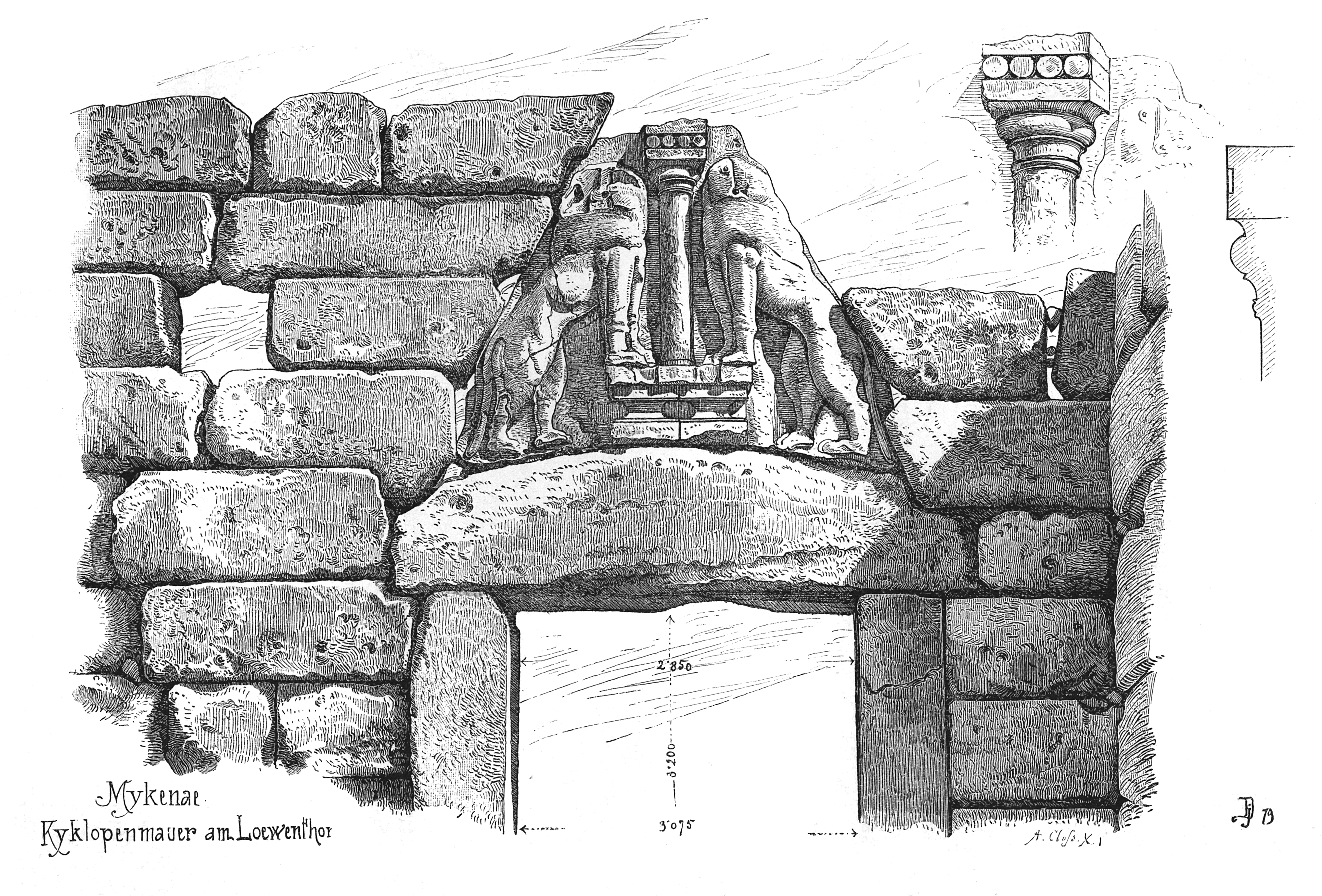
Das Löwentor von Mykene. Abgebildet im 2. Teil, 1. Band: Die Baukunst der Griechen.

Das Handbuch der Architektur ist ein vielbändiges Werk der Architektur und Baukunde. Es umfasst – einschließlich der teilweise erheblichen Überarbeitungen und Neuauflagen einzelner Bände und einer Supplementreihe unter dem Titel „Fortschritte auf dem Gebiete der Architektur. Ergänzungshefte zum Handbuch der Architektur“ – insgesamt 143 Einzeltitel. Der erste Band erschien als Teillieferung im Jahr 1880, der letzte 1943. In dieser Zeitspanne waren über hundert deutsche, schweizerische und österreichische Architekten und Ingenieure als Autoren am Handbuch der Architektur beteiligt. Seine Gründungsherausgeber waren die drei Architekten Josef Durm (1837–1919), Hermann Ende (1829–1907) und Heinrich Wagner (1834–1897) und der Ingenieur Eduard Schmitt (1842–1913).
Der große Umfang des Werkes und sein enzyklopädischer Charakter vermitteln einen umfassenden Einblick in die Architektur des Historismus und Späthistorismus sowie in die Baugeschichte und historische Bautechnik. Es umfasst u. a. Formenlehren, architekturgeschichtliche Darstellungen und Entwurfshandbücher. Für die Entwicklungsgeschichte moderner Bautypologien von Wohn- und Geschäftshäusern, Warenhäusern, Museen und Bibliotheken, Banken, Infrastrukturbauten etc. ist das Handbuch der Architektur eine der wichtigsten Quellenschriften, nicht zuletzt wegen seiner umfangreichen Illustration. Spätere Architekturhandbücher, wie die Bauentwurfslehre von Ernst Neufert, zeigen das im Vergleich zum Handbuch der Architektur veränderte Architekturverständnis der Moderne, indem sie sich hauptsächlich mit Funktionen und Konstruktionen beschäftigen. Zeitgenössische Handbücher wie Architektur konstruieren von Andrea Deplazes beschäftigen sich auch wieder mit den kulturellen Hintergründen der Konstruktion.
Das Handbuch der Architektur besteht aus den folgenden Teilen, Bänden und Halbbänden bzw. Heften:

## I. Theil: Allgemeine Hochbaukunde.
- 1. Band: August Essenwein: Einleitung. (Theoretische und historische Uebersicht.) Wilhelm Exner, Hans Hauenschild, Georg Lauboeck, Eduard Schmitt: Die Technik der wichtigeren Baustoffe. Theodor Landsberg: Die Statik der Hochbau-Constructionen. Darmstadt 1880. (Ab der 2. Auflage in zwei Hefte aufgeteilt:)
  - 1. Band, 1. Heft: August Essenwein: Einleitung. (Theoretische und historische Uebersicht.) Wilhelm Exner, Hans Hauenschild, Georg Lauboeck, Eduard Schmitt: Die Technik der wichtigeren Baustoffe. 2. Auflage, Darmstadt 1895. 3. Auflage, Stuttgart 1905 (archive.org).
    - Hierzu Ergänzungsheft: Fortschritte auf dem Gebiete der Architektur, Nr. 3: Georg Barkhausen und Wilhelm H. Lauter: Über die praktische Ausbildung der Studierenden des Baufaches während der Studienzeit, Vorträge. Darmstadt 1894 (Digitalisat).

  - 1. Band, 2. Heft: Theodor Landsberg: Die Statik der Hochbau-Constructionen. 3. Auflage. Stuttgart 1899 (Digitalisat). 4. Auflage, Leipzig 1909.
- 2. Band: Josef Bühlmann: Die Bauformenlehre. Darmstadt 1896 (Digitalisat). 2. Aufl. Stuttgart 1901 (archive.org).
- 3. Band: Hermann Pfeifer: Die Formenlehre der Ornaments. Stuttgart 1906 (Digitalisat). 2. Aufl. Leipzig 1926.
  - Hierzu Ergänzungsheft: Fortschritte auf dem Gebiete der Architektur, Nr. 9: Zdenko Schubert von Soldern: Die Sprache des Ornaments. Darmstadt 1896.
- 4. Band: Richard Borrmann: Die Keramik in der Baukunst. Stuttgart 1897 (Digitalisat). 2. Aufl. Leipzig 1908 (archive.org[2]).
- 5. Band: Hugo Koch: Die Bauführung. Mit Einschluß der Baukostenberechnung, der Baurüstungen und der Beförderungsmittel von Baustoffen auf der Baustelle. Stuttgart 1901 (Digitalisat). 2. Aufl. Leipzig 1912 (Digitalisat).

## II. Theil: Die Baustile. Historische und technische Entwicklung.
- 1. Band: Josef Durm: Die Baukunst der Griechen. Darmstadt 1881 (Digitalisat, UB Heidelberg). 2. Aufl. Darmstadt 1892 (Digitalisat). 3. Aufl. Leipzig 1910 (archive.org).
- 2. Band: Josef Durm: Die Baukunst der Etrusker. Die Baukunst der Römer. 1. Auflage. Darmstadt 1885 (Digitalisat, UB Heidelberg). 2. Auflage, Stuttgart 1905 (archive.org[2]).
- 3. Band, 1. Hälfte: August Essenwein: Die Ausgänge der classischen Baukunst (Christlicher Kirchenbau). Die Fortsetzung der classischen Baukunst im oströmischen Reiche (Byzantinische Baukunst). Darmstadt 1886 (Digitalisat). 2. Auflage: Heinrich Holtzinger: Die altchristliche und byzantinische Baukunst. Stuttgart 1899 (Digitalisat). 3. Auflage Leipzig 1909 (urn:nbn:de:bvb:12-bsb00067205-6).
- 3. Band, 2. Hälfte: Franz Pascha: Die Baukunst des Islam. Darmstadt 1887 (archive.org). 2. Auflage Darmstadt 1896 (Digitalisat)
- 4. Band: Die romanische und gothische Baukunst
  - 4. Band, 1. Heft: August von Essenwein: Die Kriegsbaukunst. Darmstadt 1889. (Digitalisat)
  - 4. Band, 2. Heft: August von Essenwein: Der Wohnbau. Darmstadt 1892. 2. Auflage: Otto Stiehl: Der Wohnbau des Mittelalters. Leipzig 1908 (Digitalisat)
  - 4. Band, 3. Heft: Max Hasak: Der Kirchenbau. Einzelheiten des Kirchenbaues. Stuttgart 1902 (Digitalisat). 2. Auflage: Der Kirchenbau des Mittelalters. Leipzig 1913.
  - 4. Band, 4. Heft: Max Hasak: Einzelheiten des Kirchenbaues. Stuttgart 1903 (Digitalisat). 2. Auflage Leipzig 1927 (Digitalisat)
- 5. Band: Josef Durm: Die Baukunst der Renaissance in Italien. Stuttgart 1903 (Digitalisat). 2. Auflage Leipzig 1914 (Digitalisat)
- 6. Band: Die Baukunst der Renaissance in Frankreich.
  - 6. Band, 1. Heft: Heinrich von Geymüller: Historische Darstellung der Entwicklung des Baustils. Stuttgart 1898 (Digitalisat)
  - 6. Band, 2. Heft: Heinrich von Geymüller: Struktive und ästhetische Stilrichtungen. Kirchliche Baukunst. Stuttgart 1901 (Digitalisat)
- 7. Band: Gustav von Bezold: Die Baukunst der Renaissance in Deutschland, Holland, Belgien und Dänemark. Stuttgart 1900 (Digitalisat). 2. Auflage: Leipzig 1908 (Digitalisat BSB).

## III. Theil: Die Hochbau-Constructionen.
- 1. Band: Erwin Marx: Constructions-Elemente in Stein. Friedrich Heinzerling: Constructions-Elemente in Holz. Georg Barkhausen: Constructions-Elemente in Eisen. Eduard Schmitt: Fundamente. Darmstadt 1886 (Digitalisat[2]). 2. Auflage Darmstadt 1891. 3. Auflage Stuttgart 1901 (Digitalisat)
- 2. Band: Raumbegrenzende Konstruktionen.
  - 2. Band, Heft 1: Erwin Marx: Wände und Wandöffnungen. Darmstadt 1891 (Digitalisat). 2. Auflage Stuttgart 1900 (Digitalisat)
  - 2. Band, Heft 2: Franz Ewerbeck, Eduard Schmitt: Einfriedungen, Brüstungen und Geländer, Balcone, Altane und Erker. Adolf Göller: Gesimse. Darmstadt 1891 (Digitalisat Wrocław, Digitalisat BSB). 2. Auflage Stuttgart 1899. 3. Auflage Leipzig 1914.
  - 2. Band, Heft 3: Georg Barkhausen: Balkendecken. Carl Körner:  Gewölbte Decken. Adolf Schacht, Eduard Schmitt: Verglaste Dächer und Deckenlichter. Georg Barkhausen: Sonstige Decken-Constructionen. Stuttgart 1895 (Digitalisat)
    - Hierzu Ergänzungsheft: Fortschritte auf dem Gebiete der Architektur, Nr. 2: Adolf Schicht und Eduard Schmitt: Verglaste Decken und Deckenlichter. Darmstadt 1894 (Digitalisat) [auszugsweise in voranstehendem Band enthalten].
    - 2. Band, Heft 3a: Georg Barkhausen: Balkendecken. 2. Auflage. Stuttgart 1901 (Digitalisat)
    - 2. Band, Heft 3b: Carl Körner: Gewölbte Decken. Adolf Schacht, Eduard Schmitt: Verglaste Dächer und Deckenlichter. 2. Auflage. Stuttgart 1901 (Digitalisat[2]).

  - 2. Band, Heft 4: Eduard Schmitt: Dächer im Allgemeinen. Dachformen. Theodor Landsberg: Dachstuhl-Constructionen. Stuttgart 1897 (Digitalisat). 2. Aufl. Stuttgart 1901. 3. Aufl. Leipzig 1911.
  - 2. Band, Heft 5: Hugo Koch: Dachdeckungen. Ludwig Schwering: Verglaste Dächer und Dachlichter. Erwin Marx: Massive Steindächer. Hugo Koch: Nebenanlagen der Dächer. Darmstadt 1894 (Digitalisat) (vorm. Heft 3). 2. Auflage, Stuttgart 1899 (Digitalisat)
- 3. Band
  - 3. Band, Heft 1: Eduard Schmitt: Erhellung der Räume mittelst Sonnenlicht. Hugo Koch: Fenster und Thüren und andere bewegliche Wandverschlüsse. Darmstadt 1896 (Digitalisat). 2. Aufl. Stuttgart 1901 (archive.org).
  - 3. Band, Heft 2: Otto Schmidt und Eduard Schmitt: Anlagen zur Vermittlung des Verkehrs in den Gebäuden: Treppen und Rampen. Philipp Mayer: Aufzüge. Josef Krämer: Sprachrohre, Haus- und Zimmertelegraphen. Darmstadt 1892 (Digitalisat). 2. Aufl. Stuttgart 1898 (Digitalisat)
  - 3. Band, Heft 3: Hugo Koch: Ausbildung der Fußboden-, Wand- und Deckenflächen. Stuttgart 1903 (Digitalisat) (Digitalisat)
- 4. Band. Anlagen zur Versorgung der Gebäude mit Licht und Luft, Wärme und Wasser. Eduard Schmitt: Versorgung der Gebäude mit Sonnenlicht und Sonnenwärme. Hermann Fischer, Wilhelm Kohlrausch: Künstliche Beleuchtung der Räume. Hermann Fischer: Heizung und Lüftung der Räume. Otto Lueger: Wasserversorgung der Gebäude. Darmstadt 1881; 2. Aufl. Darmstadt 1890 (Digitalisat); 3. Auflage: Ferdinand Fischer, Hermann Fischer, Wilhelm Kohlrausch, Eduard Schmitt. Leipzig 1908 (Digitalisat)
- 5. Band: Max Knauff, Eduard Schmitt: Koch-, Spül-, Wasch- und Bade-Einrichtungen. Darmstadt 1883. 2. Aufl. Darmstadt 1892 (Digitalisat, Digitalisat BSB). 3. Auflage in 2 Heften:
  - 5. Band: Heft 1: Rudolf Vogel: Einrichtungen für Koch- und Wärmzwecke, Warmwasserbereitung und für Heizung vom Küchenherd aus. 3. Auflage. Stuttgart 1907 (Digitalisat)
  - 5. Band: Heft 2: Rudolf Vogel und Eduard Schmitt: Entwässerung und Reinigung der Gebäude. Mit Einschluß der Spül-, Wasch- und Badeeinrichtungen, der Aborte und Pissoire. 3. Auflage. Leipzig 1908 (Digitalisat)
- 6. Band: Erwin Marx, Hugo Koch: Sicherungen gegen Einbruch. Aurel Sturmhoefel: Anlagen zur Erzielung einer guten Akustik. Claus Köpcke: Glockenstühle. Emil Spillner: Sicherungen gegen Feuer, Blitzschlag, Bodensenkungen und Erderschütterungen. Franz Ewerbeck: Terrassen, Freitreppen und äußere Rampen. Emil Spillner: Befestigung der Bürgersteige und Hofflächen. Eduard Schmitt: Vordächer. Ernst Brückner, Emil Spillner: Eisbehälter und Kühlanlagen mit künstlicher Kälteerzeugung. Darmstadt 1887. 2. Auflage Darmstadt 1891 (Digitalisat BSB). 3. Auflage Stuttgart 1904 (Digitalisat).

## IV. Theil: Entwerfen, Anlage und Einrichtung der Gebäude
- 1. Halbband: Josef Bühlmann, August Thiersch, Heinrich Wagner: Die architektonische Composition. (...) Darmstadt 1883 (Digitalisat). 2. Auflage, Darmstadt 1893 (Digitalisat). 3. Auflage, Stuttgart 1904 (archive.org). 4. Auflage, Leipzig 1926.
- 2. Halbband: Gebäude für die Zwecke des Wohnens, des Handels und Verkehrs.
  - 2. Halbband, 1. Heft: Karl Weißbach: Wohnhäuser. Stuttgart 1902 (Digitalisat, archive.org). 2. Auflage (bearbeitet von Herman Sörgel), Leipzig 1927.
  - 2. Halbband, 2. Heft: Carl Zaar, August Leo Zaar: Geschäfts- und Kaufhäuser, Warenhäuser und Messpaläste, Passagen oder Galerien. Paul Kick: Gebäude für Banken und andere Geldinstitute. Hans Auer: Börsengebäude. Stuttgart 1902 (Digitalisat). 2. Auflage: Alphons Schneegans: Geschäfts- und Kaufhäuser, Warenhäuser und Messpaläste, Passagen und Galerien, Grosshandelshäuser, Kontorhäuser, Börsengebäude. Paul Kick: Gebäude für Banken und andere Geldinstitute. Leipzig 1923 (Digitalisat)
  - 2. Halbband, 3. Heft: Robert Neumann: Gebäude für den Post-, Telegraphen- und Fernsprechdienst. Darmstadt 1896 (Digitalisat). 2. Auflage, Leipzig 1908 (Digitalisat)
  - 2. Halbband, 4. Heft: Eduard Schmitt: Empfangsgebäude der Bahnhöfe und Bahnsteigüberdachungen (Bahnsteigehallen und -dächer). Leipzig 1911 (Digitalisat)
  - 2. Halbband, 5. Heft: W. Franz: Fabrikbauten. Leipzig 1923. (Digitalisat)
  - 2. Halbband, Heft 6a: Hans Conradi: Kleingaragen, Hallengaragen. Heft 6b: Hans Conradi: Großgaragen. Leipzig 1931.
- 3. Halbband: Gebäude für die Zwecke der Landwirthschaft und der Lebensmittel-Versorgung. Darmstadt 1884 (archive.org). Ab der 2. Auflage in zwei Hefte geteilt:
  - 3. Halbband, 1. Heft: Eduard Schmitt, Alfred Schubert, Landwirthschaftliche Gebäude und verwandte Anlagen. 2. Auflage. Stuttgart 1901 (Digitalisat); 3. Auflage, Leipzig 1913 (Digitalisat)
  - 3. Halbband, 2. Heft: Friedrich Engel, Eduard Schmitt u. a.: Ställe für Arbeits-, Zucht- und Luxuspferde. Wagen-Remisen. Gestüte und Marstall-Gebäude. Schlachthöfe und Viehmärkte. Markthallen und Marktplätze. Brauereien und Brennereien. Georg Osthoff und Eduard Schmitt: Schlachthöfe und Viehmärkte. Märkte für Lebensmittel. Märkte für Getreide. Märkte für Pferde und Hornvieh. 1884 (Digitalisat), 2. Auflage. Darmstadt 1891 (Digitalisat); 3. Auflage: Felix Moritz und Eduard Schmitt: Gebäude für Lebensmittelversorgung. Leipzig 1909 (Digitalisat)
- 4. Halbband: Gebäude für Erholungs-, Beherbergungs- und Vereinszwecke. Heinrich Wagner: Schank- und Speise-Locale; Kaffeehäuser und Restaurants. Eduard Schmitt: Volksküchen und Speiseanstalten Für Arbeiter; Volkskaffeehäuser. Josef Durm, Heinrich Wagner: Oeffentliche Vergnügungs-Locale und Festhallen. Hermann von der Hude: Hotels. Eduard Schmitt: Gasthöfe niederen Ranges, Schlaf- und Herbergshäuser. Jonas Mylius, Heinrich Wagner: Baulichkeiten für Cur- und Badeorte. Eduard Schmitt, Heinrich Wagner: Gebäude für Gesellschaften und Vereine. Josef Durm. Jacob Lieblein u. a.: Baulichkeiten für den Sport. Panoramen; Orchester-Pavillons; Stibadien und Exedren, Pergolen und Veranden; Gartenhäuser, Kioske und Pavillons. (In erster Auflage in einem Halbband enthalten), Darmstadt 1885
  - 4. Halbband, Heft 1: (...) Josef Durm, Hermann von der Hude, Eduard Schmitt, Heinrich Wagner: Schankstätten und Speisewirthschaften. (…) Gasthöfe (…). Darmstadt 1885. 2. Auflage, Darmstadt 1894 (Digitalisat). 3. Auflage, Stuttgart 1904 (archive.org).  – Neubearbeitung: Carl Wilhelm Just: Hotels, Restaurants. Leipzig 1933.
  - 4. Halbband, Heft 2: (...) Oskar Kramer: Kurbauten und Kuranlagen. 2. Auflage: Jonas Mylius, Heinrich Wagner: Baulichkeiten für Cur- und Badeorte; Eduard Schmitt, Heinrich Wagner: Gebäude für Gesellschaften und Vereine; Josef Durm, Jacob Lieblein, Robert Reinhardt, Heinrich Wagner: Baulichkeiten für den Sport. Panoramen; Musikzelte; Stibadien und Exedren; Pergolen und Veranden; Gartenhäuser; Kioske und Pavillons. Darmstadt 1894 (Digitalisat). 3. Auflage, Stuttgart 1904 (archive.org). 4. Auflage, Leipzig 1942.
  - 4. Halbband, Heft 3: Johannes Seiffert, Albert Biebendt, Gustav Häussler: Anlagen für Sport und Spiel. Leipzig 1928 (Digitalisat)
  - 4. Halbband, Heft 4: Ludwig Hilberseimer: Hallenbauten. Leipzig 1931 (Digitalisat)
- 5. Halbband: Gebäude für Heil- und sonstige Wohlfahrts-Anstalten.
  - 5. Halbband, Heft 1: Oswald Kuhn: Krankenhäuser. Stuttgart 1897 (Digitalisat)
  - 5. Halbband, Heft 2: Verschiedene Heil- und Pflegeanstalten, Irrenanstalten, Entbindungsanstalten / von Adolf Funk. Heimstätten für Genesende / von Gustav Behnke. Versorgungs-, Pflege- und Zufluchtshäuser: Blinden-Anstalten, Taubstummen-Anstalten / von Karl Henrici. Anstalten für Schwachsinnige, Krippen, Kinder-Bewahrungsanstalten, Kinderhorte und Ferien-Colonien, Findel- und Waisenhäuser, Altersversorgungs-Anstalten und Siechenhäuser, Armenversorgungs- und Armen-Arbeitshäuser, Zufluchtshäuser für Obdachlose und Wärmstuben / von Gustav Behnke. Darmstadt 1891 (Digitalisat)
  - 5. Halbband, Heft 3: Felix Genzmer: Bade- und Schwimmanstalten. Stuttgart 1899 (Digitalisat). 2. Auflage, Leipzig 1921 (Digitalisat)
  - 5. Halbband, Heft 4: Felix Genzmer: Wasch- und Badeanstalten. Stuttgart 1900
- 6. Halbband: Gebäude für Erziehung, Wissenschaft und Kunst.
  - 6. Halbband, 1. Heft: Gustav Behnke, Eduard Schmitt, Karl Hinträger, Heinrich Wagner, Heinrich Lang: Niedere und höhere Schulen. Darmstadt 1889 (Digitalisat, archive.org). 2. Auflage, Stuttgart 1903 (Digitalisat)
  - Hierzu Ergänzungsheft: Fortschritte auf dem Gebiete der Architektur, Nr. 1: Gustav Behnke: Die Gasofenheizung für Schulen. Darmstadt 1894. Digitalisat.
    - Hierzu Ergänzungsheft: Fortschritte auf dem Gebiete der Architektur, Nr. 8: Carl [Karl] Hinträger: Die Volksschulhäuser in den verschiedenen Ländern. I. Volksschulhäuser in Schweden, Norwegen, Dänemark und Finnland. Darmstadt 1895 (Digitalisat).
    - Hierzu Ergänzungsheft: Fortschritte auf dem Gebiete der Architektur, Nr. 12: Carl [Karl] Hinträger: Die Volksschulhäuser in den verschiedenen Ländern. II. Volksschulhäuser in Oesterreich-Ungarn, Bosnien und der Hercegovina. Stuttgart 1901 (Digitalisat).

  - 6. Halbband: Heft 2: Hermann Eggert, Carl Junk, Carl Körner, Eduard Schmitt, Paul Spieker, Ludwig von Tiedemann: Hochschulen, zugehörige und verwandte wissenschaftliche Institute. Darmstadt 1888 (Digitalisat)
    - Hierzu Ergänzungsheft: Fortschritte auf dem Gebiete der Architektur, Nr. 7: Eduard Schmitt: Naturwissenschaftliche Institute der Hochschulen und verwandte Anlagen. Darmstadt 1895 (Digitalisat)
    - (2. Auflage des 6. Halbbandes, Heft 2 geteilt in 2 Hefte:)
    - Heft 2 a: Hermann Eggert, Carl Junk, Carl Körner, Eduard Schmitt: Hochschulen, zugehörige und verwandte wissenschaftliche Institute. 2. Auflage. Stuttgart 1905 (Digitalisat BSB).
    - Heft 2 b: Paul Müssigbrodt, Eduard Schmitt, Paul Spieker: Medizinische Lehranstalten der Universitäten. Technische Laboratorien und Versuchsanstalten. Sternwarten und andere Observatorien. 2. Auflage. Stuttgart 1905 (Digitalisat)

  - 6. Halbband, Heft 3: Eduard Schmitt: Künstlerateliers. Carl Schaupert, Conradin Walther: Kunstakademien und Kunstgewerbeschulen. Eduard Schmitt: Konzerthäuser und Saalbauten. Stuttgart 1901 (Digitalisat BSB, (Digitalisat))
  - 6. Halbband, Heft 4: Gebäude für Sammlungen und Ausstellungen. Rudolf Oppermann: Archive. Albert Kortüm, Eduard Schmitt: Bibliotheken. Heinrich Wagner: Museen. Adalbert Kerler, Eduard Schmitt: Pflanzenhäuser. Otto Lindheimer: Aquarien. Alfred Messel: Ausstellungsbauten. Darmstadt 1893 (Digitalisat). 2. überarbeitete Auflage v. a. ergänzt um Heinrich Wagner: Ausstellungsbauten. Stuttgart 1906 (Digitalisat).
  - 6. Halbband, Heft 5: Manfred Semper: Theater. Stuttgart 1904 (Digitalisat, Digitalisat BSB).
  - 6. Halbband, Heft 6: Eduard Schmitt: Zirkus- und Hippodromgebäude. Stuttgart 1904 (Digitalisat)
- 7. Halbband: Gebäude für Verwaltung, Rechtspflege und Gesetzgebung. Militärbauten.  F. Bluntschli: Stadt- und Rathäuser. Albert Kortüm: Gebäude für Ministerien, Botschaften und Gesandtschaften.  Franz Schwechten, Heinrich Wagner: Geschäftshäuser für staatliche Provinz-, Kreis- und Ortsbehörden. Georg Osthoff, H. Meyer: Geschäftshäuser für sonstige öffentlichen u. privaten Verwaltungen. Eduard Schmitt: Leichenschauhäuser. Theodor v. Landauer, Heinrich Wagner, Eduard Schmitt: Gerichtshäuser, Straf- und Besserungsanstalten. Heinrich Wagner, Paul Wallot: Parlamentshäuser und Ständehäuser. Friedrich Richter: Gebäude für militärische Zwecke; Darmstadt 1887. (Digitalisat)
  - 7. Halbband, Heft 1: F. Bluntschli, Albert Kortüm, Theodor von Landauer, Georg Osthoff, Eduard Schmitt, Franz Schwechten, Heinrich Wagner, Paul Wallot: Gebäude für Verwaltung, Rechtspflege und Gesetzgebung; Militärbauten. – Stadt- und Rathäuser. Gebäude für Ministerien, Botschaften und Gesandtschaften. Geschäftshäuser für staatliche Provinz- und Kreisbehörden. Geschäftshäuser für sonstige öffentliche und private Verwaltungen. Leichenschauhäuser. Gerichtshäuser, Straf- und Besserungsanstalten. 2. Auflage: weiterer Autor: G. Lasius. Arnoid Bergsträsser, Kröner, Stuttgart 1900. (Digitalisat, Digitalisat BSB, Digitalisat archive.org)
    - 7. Halbband, Heft 1a: Hermann Seeger: Bürohäuser der privaten Wirtschaft. 3. Auflage. Leipzig 1933.
    - 7. Halbband, Heft 1b: Hermann Seeger: Öffentliche Verwaltungsgebäude. 3. Auflage. Leipzig 1943.

  - 7. Halbband, Heft 2: Heinrich Wagner, Paul Wallot: Parlamentshäuser und Ständehäuser; Friedrich Richter: Gebäude für militärische Zwecke. Stuttgart 1900 (Digitalisat BSB).
- 8. Halbband: Albert Hofmann: Kirchen, Denkmäler und Bestattungsanlagen.
  - 8. Halbband, Heft 1: Cornelius Gurlitt: Kirchen. Stuttgart 1906 (Digitalisat)
  - 8. Halbband, Heft 2: Denkmäler.
    - 8. Halbband, Heft 2a: Albert Hofmann: Denkmäler I. Geschichte der Denkmales. Stuttgart 1906 (Digitalisat BSB).
    - 8. Halbband, Heft 2b: Albert Hofmann: Denkmäler. II. Denkmäler mit architektonischem oder vorwiegend architektonischem Grundgedanken. Stuttgart 1906 (Digitalisat)
    - 8. Halbband, Heft 2c: Albert Hofmann: Denkmäler III. Brunnendenkmäler. Figürliche Denkmäler. Einzelfragen der Denkmalskunst.

  - 8. Halbband, Heft 3: Stefan Fayans: Bestattungsanlagen. Stuttgart 1907 (Digitalisat, archive.org).
- 9. Halbband: Josef Stübben: Der Städtebau. Darmstadt 1890 (Digitalisat). 2. Auflage, Stuttgart 1907 (Digitalisat, archive.org). 3. Auflage, Leipzig 1924.
- 10. Halbband: André Lambert, Eduard Stahl: Die Garten-Architektur. Stuttgart 1898 (Digitalisat, archive.org); 2. Auflage, Leipzig 1910 (Digitalisat BSB).